# Büdlich
Büdlich är en kommun och ort i Landkreis Bernkastel-Wittlich i förbundslandet Rheinland-Pfalz i Tyskland.
Kommunen ingår i kommunalförbundet Verbandsgemeinde Thalfang am Erbeskopf tillsammans med ytterligare 20 kommuner.